# Stara Jabłona
Stara Jabłona (niem. Altgabel) – wieś w Polsce położona w województwie lubuskim, w powiecie żagańskim, w gminie Niegosławice.
W latach 1975–1998 miejscowość administracyjnie należała do województwa zielonogórskiego.

## Nazwa
Nazwa miejscowości wywodzi się od nazwy drzewa owocowego jabłoni. W 1295 w kronice łacińskiej Liber fundationis episcopatus Vratislaviensis (pol. „Księdze uposażeń biskupstwa wrocławskiego”) miejscowość wymieniona jest w zlatynizowanej formie Jablona antiqua.

## Zabytki
Do wojewódzkiego rejestru zabytków wpisane są:
- dzwonnica, murowano-drewniana, z XVIII wieku, 1926 roku
- zespół dworski i folwarczny, z połowy XIX wieku:
  - dwór
  - budynek mieszkalny
  - powozownia
  - stajnia
  - stróżówka
  - dom przy wjeździe na folwark.